# Michel Martelly
Michel Joseph Martelly (Port-au-Prince, 12 de febrer, 1961), sobrenomenat Sweet Micky ("Micky el dolç" en francès) o Tet Kalé ("Cap rapat" en crioll), és un músic, compositor i estadista haitià, president de la República del 14 de maig de 2011 al 7 de febrer de 2016.

## Biografia
Orígens

Procedent de la burgesia mestissa, Michel Martelly és fill de Gérard Martelly. La seva mare prové d'una línia de músics: els de Pradines.
Estudis

Michel Martelly va continuar els seus estudis al col·legi Roger Anglade (Saint Louis de Gonzague) i va obtenir el batxillerat al centre de secundària. Després va marxar als Estats Units per aprendre l'ofici de la construcció.
Durant la seva joventut, va ser membre de les milícies del règim de Duvalier.
Músic

Michel Martelly va començar com a músic de kompa i va actuar per tot Haití, desenvolupant així notorietat nacional. Sota el règim del "Baby doc", va dirigir Le Garage, una discoteca freqüentada pels militars i la burgesia. També resideix a Miami, Florida i actua habitualment a El Rancho, un casino de la família d'Henri Namphy, líder d'una de les juntes militars que van seguir la fugida de Duvalier.
Va estar implicat en la política del seu país intentant torpedinar per la ràdio la candidatura de Jean-Bertrand Aristide. A continuació, va mostrar vincles amb els partidaris del cop d'estat de 1991 a Haití.

## Eleccions presidencials 2010-2011
El juliol de 2010, Michel Martelly va anunciar la seva candidatura a les eleccions presidencials. El suporten Pras Michel i Wyclef Jean durant la seva campanya electoral, que duu a terme sota l'etiqueta del partit "Résponse paysanne", del qual és l'origen. Està assessorat per l'agència Ostos & Sola, vinculada al Partit Popular espanyol. Parla conservador i posa com a prioritat la restauració de l'ordre.

L'Organització dels Estats Americans (OEA) i els principals donants, especialment els Estats Units, estan exercint una forta pressió per excloure Célestin de la segona volta, en benefici de Martelly. Després de diversos mesos d'espera, la Comissió Electoral d'Haití publica nous resultats on Martelly ocupa el segon lloc a la primera volta, la qual cosa li garanteix la classificació per a la segona. Líder del partit presidencial Inité, el ministre de Justícia Paul Denis denuncia els Estats Units, França i el Canadà, i assimila aquestes pressions a un nou cop d'estat:
"Es van treure resultats de la butxaca, actuen com a colons, però hi ha homes i dones d'aquest país que demanen ser tractats amb dignitat!"
El 21 d'abril de 2011, el Consell Electoral Provisional el va declarar oficialment guanyador de la segona volta de votacions, que es va celebrar el 20 de març, amb un 67,57% dels vots en contra de Mirlande Manigat. La seva inauguració va tenir lloc el 14 de maig de 2011.

## President de la República

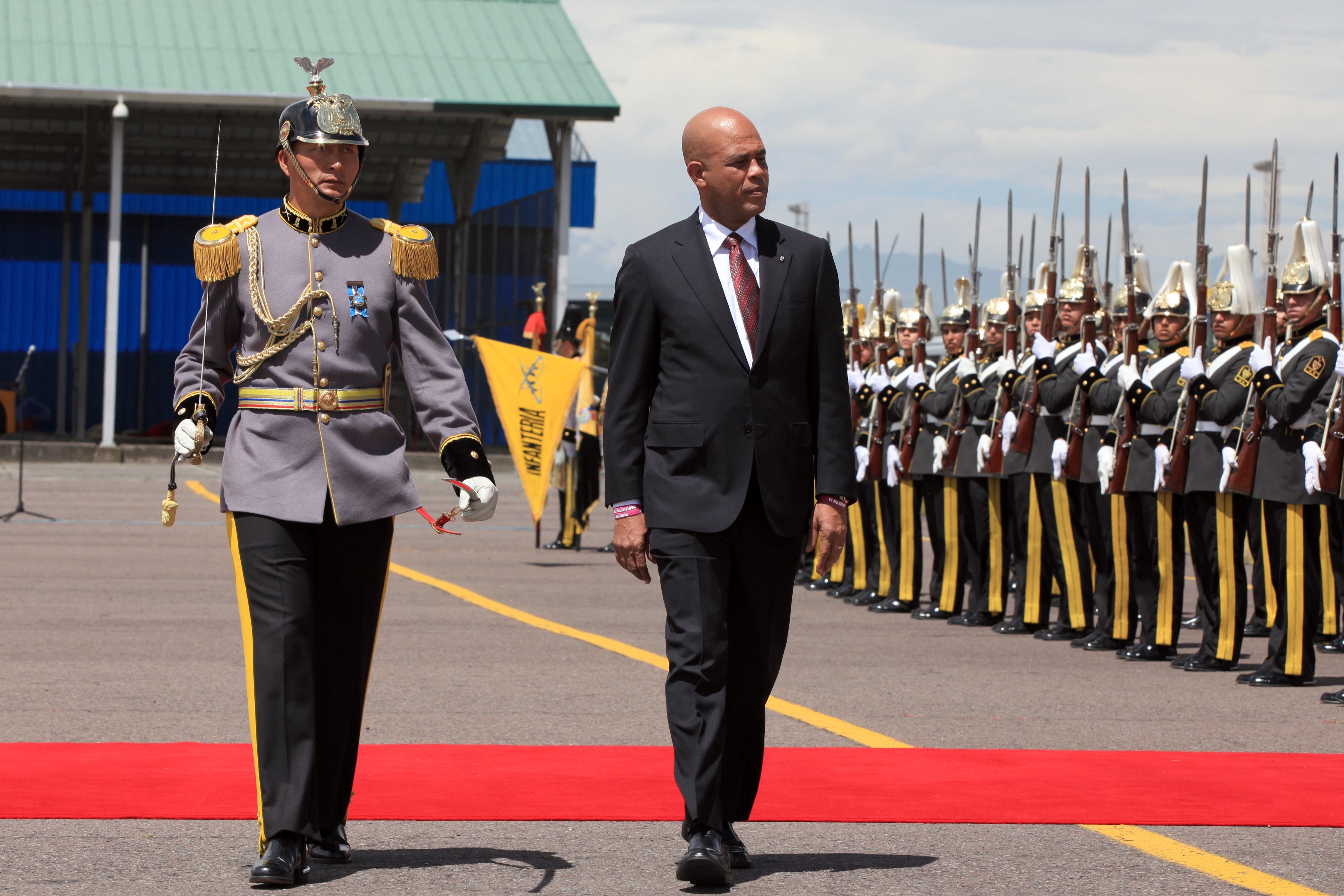
President Martelly el 12 de juliol de 2012.

Michel Martelly, després no d'haver aconseguit la investidura de Daniel-Gérard Rouzier aleshores de l'antic ministre de Justícia Bernard Gousse, va nomenar el 18 d'octubre de 2011 un nou govern sota l'autoritat del primer ministre Garry Conille, metge i funcionari de l'ONU. 45 anys. El 25 de juliol de 2011 va ser objecte d'un intent d'atac. Gary Conille va dimitir el 24 de febrer de 2012 i el va substituir el ministre d'Afers Exteriors i Religió, Laurent Lamothe, el 14 de maig de 2012.
Les eleccions senatorials de mig mandat estaven previstes inicialment per al maig de 2012. Es van ajornar al 26 d'octubre de 2014, a causa de l'atzucac per trobar un acord entre el govern i un grup de senadors de l'oposició respecte a la llei electoral. El govern haitià s'enfronta a mesos de protestes per l'ajornament de les eleccions. El primer ministre, Laurent Lamothe, va dimitir el 14 de desembre i va ser substituït per Evans Paul.
Incapaç de tornar-se a presentar, Martelly va proposar el seu amic Jovenel Moïse com a candidat del Partit Haitià, Tèt Kale (PHTK) a les eleccions presidencials de 2015. El PHTK va prendre el relleu de "Résponse paysanne". El nom Tet Kalé (que significa literalment "cap rapat" o "cap calb", en crioll haitià) prové d'un dels sobrenoms donats a Martelly.
El seu mandat presidencial que va acabar el 7 de febrer de 2016, va deixar el seu càrrec després de dubtar inicialment a deixar el poder. Després d'una vacant al poder d'uns dies, Jocelerme Privert el va succeir provisionalment.
Amb una taxa de participació inferior al 21%, Jovenel Moïse va guanyar les eleccions presidencials haitianes de 2016 per majoria absoluta a la primera volta, rebent el 55,67% dels vots, per davant de Jude Célestin (19,52% dels vots). Charles Moïse (11,04%) i Maryse Narcisse (8,99%). El 2 de gener de 2017 es va validar definitivament la seva elecció.

## Full de balanç
Els resultats de la seva presidència són molt decebedors davant les esperances que la població haitiana dipositava en ell. Així, els drets de les dones han disminuït, la violència ha augmentat i Michel Martelly ha estat objecte de sospita de corrupció a gran escala. En particular, està directament implicat en l'escàndol Petrocaribe, en què centenars de milions de dòlars en ajuda veneçolana van ser malversats per líders polítics i empresaris haitians. Per al politòleg Frédéric Thomas, l'accés al poder de Michel Martelly l'any 2011 va marcar l'inici d'una "forma de bandolerisme legal" i constitueix una etapa clau en el procés de decadència de l'estat haitià.

## Sancions
Michel Martelly està sota sancions canadenques des del 2022 per la seva complicitat amb les bandes armades i la seva connexió amb el sistema de corrupció a Haití. L'octubre de 2023, un informe de l'ONU destaca que Michel Martelly està implicat en el finançament de bandes armades a Haití. Segons els experts de l'ONU que van redactar aquest informe, ell "va finançar les bandes de la Base 257, Village de Dieu, Ti Bwa i Gran Ravin, en particular aportant-los fons o armes de foc".

## Premis i guardons
- Millor àlbum de l'any (Premis de la música haitiana 1996)

## Vida privada
Michel Martelly està casat amb Sophia Saint-Rémy, la família de la qual és originària de Gonaïves. La parella té quatre fills, tres nois i una nena: Olivier, Sandro, Yani i Malaika.